# Laserprinter

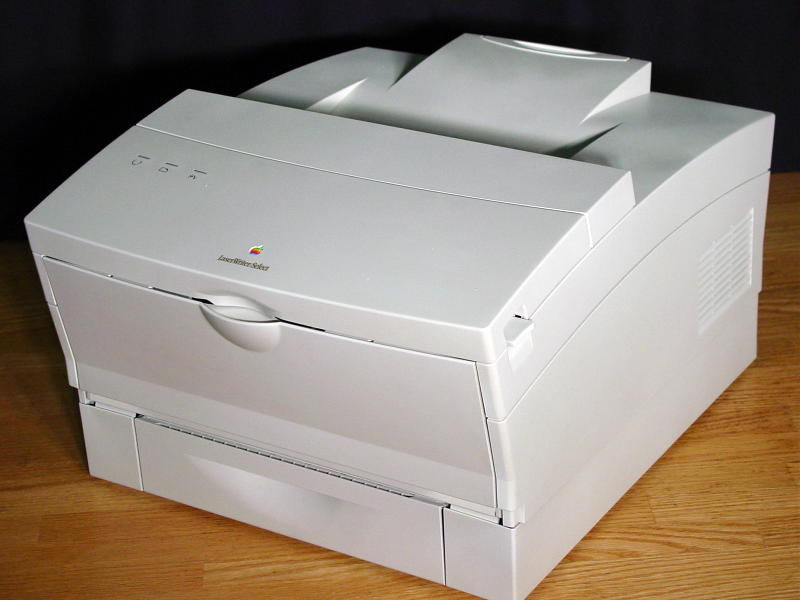
Een Apple-laserprinter, LaserWriter

Een laserprinter drukt tekst en afbeeldingen af door toner (zwart of gekleurd poeder) aan het papier te hechten. Oorspronkelijk maakten printers hierbij gebruik van laserlicht (vandaar de naam), maar in het spraakgebruik worden ook led-printers 'laserprinters' genoemd. De laserprinter werd in 1969 uitgevonden door Xerox door onderzoeker Gary Starkweather.

## Techniek
De techniek (xerografie) voor monochrome laserprinters gaat in het kort als volgt. Er is een ronde koker (de 'drum'), die met lichtgevoelig materiaal is bedekt. Vroeger was dat seleen, maar tegenwoordig gebruikt men silicium, dat lichtgevoeliger is. Die drum wordt eerst met statische elektriciteit een negatieve lading gegeven. Dit gebeurt door een elektrisch geladen draad dicht bij de drum (corona), maar tegenwoordig ook met een geladen rol die de lading overdraagt op de drum. Vervolgens wordt op die drum een afbeelding geprojecteerd met licht. Dit kan laserlicht zijn dat via een roterende polygonale spiegel wordt geprojecteerd. Tegenwoordig wordt dit soms ook gedaan door belichting met een regel ledjes over de breedte van de drum. Waar de drum wordt belicht verliest de drum zijn elektrische lading door het foto-elektrisch effect. Op de drum is nu in de vorm van wel/geen elektrische lading de af te drukken afbeelding al aanwezig. Hierna wordt de drum blootgesteld aan tonerpoeder (plastic met zwart of gekleurd pigment). Dit is ook negatief geladen en wordt afgestoten door de niet-belichte delen van de drum, en hecht alleen op de wel belichte delen. Vervolgens rolt de drum over papier waar de toner op het papier wordt overgedragen. Soms extra geholpen door het papier iets elektrisch te laden. Tot slot wordt de toner op het papier gefixeerd in de fuser door middel van verwarming (tot wel 200 graden) en een drukrol. Het verwarmen kan op verschillende manieren gebeuren. Veel gebruikt is een holle rol met binnenin een verwarmingselement. Een massieve kleine rol komt ook voor (vaak in langzamere printers, dan kan bij lagere temperatuur toch voldoende fixatie plaatsvinden). In professionele omgevingen waar hoge volumes geprint worden kan ook ineens gefixeerd worden met een flitslamp.
Om de toner gelijkmatig te krijgen worden er soms ijzerdeeltjes aan toegevoegd. Vervolgens wordt er een magneet boven de toner geplaatst, zodat rondom de magneet er een mooie hoeveelheid toner klaarstaat, om door de drum aangetrokken te worden.
De techniek bij een kleurenprinter gebruikt soortgelijke technieken maar de toner wordt op verschillende manieren aangebracht op het papier. Het papier kan herhaaldelijk langs dezelfde drum geleid worden (met steeds een andere kleur). Ook kan een band (transfer-belt) gebruikt worden.

## Onderhoud
In tegenstelling tot printers die met een printkop inktdruppeltjes op het papier spuiten (inkjetprinters) zijn er bij een laserprinter geen spuitmondjes die verstopt kunnen raken. Ook is er geen heen en weer bewegende printkop, die voor onnauwkeurigheden kan zorgen. Bij een laserprinter zijn er wel hoge elektrische spanningen, die stof kunnen aantrekken. Daardoor kan de kwaliteit achteruitgaan.
Als de toner gemorst wordt, neem dit dan altijd op met een doek die eventueel vochtig is gemaakt met koud water. Bij warm water smelten de kunststof tonerdeeltjes en is de toner bijna niet meer te verwijderen. Toner is zo fijn dat bij gebruik van een stofzuiger zonder HEPA-filter, de deeltjes gewoon weer de ruimte worden ingeblazen. Voor het opzuigen van toner bestaan daarom speciale stofzuigers die van een dergelijk filter zijn voorzien. Deze kunnen ook op de USB-poort van de computer worden aangesloten, wat handig is als er geen stopcontact in de buurt is. Hiermee kan toner worden opgezogen zonder dat deze weer de ruimte ingeblazen wordt.

## Laserprinter in vergelijking met inkjetprinter
Het vooroordeel is dat een laserprinter duurder is in aanschaf, maar goedkoper in het gebruik. Dit is zeker geen harde wetmatigheid meer. Er moet eigenlijk per geval bekeken worden naar de aanschaf- en gebruikskosten om een totaalplaatje te maken. Dit verschilt fors per merk en type. Bij sommige merken worden toner en drum samen vervangen (duurdere tonercartridge maar geen aparte drum te vervangen). Bij andere merken is de toner veel goedkoper,  maar moet na enkele tienduizenden afdrukken de drum vervangen worden. Bij sommige inkjetprinters worden inktreservoir en printkop ineens vervangen, bij andere niet. Ook is er verschil of ineens een hele driekleureninkttank vervangen moet of dat de inkt per kleur vervangen kan worden.
Tegenwoordig kan ook bij weinig gebruik een inkjet behoorlijk duur uitpakken. Omdat de resolutie steeds hoger wordt en de spuitgaatjes steeds kleiner is het risico op verstopping veel groter. Er wordt tegenwoordig veel inkt verspild aan reinigingsprogramma's, die de printer zelfstandig uitvoert. Er zijn ervaringen waarbij na 20 zwarte afdrukken in minder dan een half jaar toch alle inkt, zowel zwart als kleur, op was door het automatische reinigingsprogramma.
De meeste toners hebben een hogere printcapaciteit dan inktcartridges. De aanschafprijs lijkt dan hoog - zeker als je er voor een kleurenlaserprinter ineens 4 moet kopen - maar de prijs per pagina is meestal lager.
Overige verschillen zoals die vroeger golden, zoals geluidsproductie, formaat, aanschafprijs en opstarttijd, zijn voor een groot deel achterhaald.
De voor- en nadelen van de laserprinter en de inktjetprinter:

### Voordelen inkjetprinter
- Is tegenwoordig[(sinds) wanneer?] bijna altijd in staat zowel zwart als kleur te printen.
- Bij gelijke functionaliteit goedkoper in aanschaf.
- Print fotokwaliteit
- Energiezuiniger doordat geen fuser hoeft te worden opgewarmd.

### Nadelen inkjetprinter
- Inktpatronen en/of inktkoppen kunnen verdrogen, of inkt wordt opgemaakt aan reinigingsprogramma's.
- Inkt op papier is niet watervast, kan dus vlekken. (sommige fabrikanten gebruiken wel watervaste zwarte inkt)
- Bij hogere bedrukkingsgraad wordt het papier (te) nat.
- Inkt drukt iets meer door, minder geschikt voor dubbelzijdig printen omdat de afdruk van de andere kant zichtbaar is.

### Voordelen laserprinter
- Hogere printsnelheid ten opzichte van een inkjetprinter.
- De afdrukken zijn watervast.
- De afdrukken zijn droog.
- Toner verdroogt niet, maar kan onder extreme omstandigheden wel klonteren.
- Grotere kans dat de printer bruikbaar blijft bij een volgende versie van een besturingssysteem. Bijvoorbeeld door ondersteunen van generieke printertalen als PCL6 en PCL5.

### Nadelen laserprinter
- Vanuit stand-by moet de printer opwarmen voor de eerste print. Er zijn consumentenprinters die dit in tien seconden doen.[1]
- Energieverbruik is hoger dan bij een inkjetprinter.
- Minder (tot nauwelijks) geschikt voor het afdrukken van foto's (hierin zit wel veel verschil tussen de diverse merken en typen).